# Nicolas Moineau
Pour les articles homonymes, voir Moineau (homonymie).
Nicolas Moineau, né le 21 mai 1977, est un grimpeur français, champion du monde d'escalade de difficulté en 2012 catégorie déficient visuel B1. Il est atteint d'une rétinite pigmentaire.
Sa première voie dans le 7ème degré: « Encore un spot mono » (7b à Arcambal dans le Lot).

## Biographie
En 2024, il fait partie des nominés pour les Trophées de la Montagne.

## Réalisations
- Los Tacos de los Rigolos, 8a, Saint-Géry, Lot, France[4],[5]
- Aller retour pour une mèche, 7c+, Saint-Géry, Lot, France
- Les frères tapent dur, 7c, Saint-Géry, Lot, France[6]
- La société des loisirs, 7c, Saint-Géry, Lot, France

## Palmarès

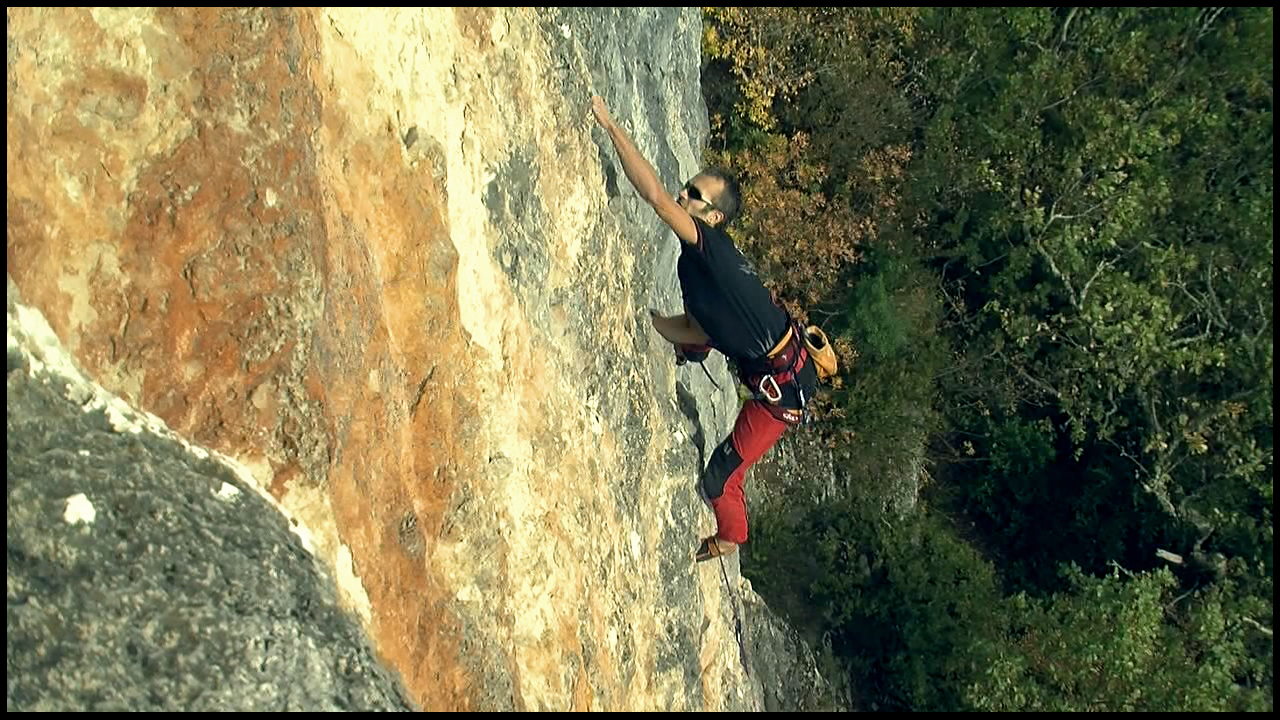
Une image de Nicolas Moineau issue du reportage de Yvan Fourcade.

| Année | Lieu           | Compétitions                               | Médaille |
| ----- | -------------- | ------------------------------------------ | -------- |
| 2012  | Bercy, France  | Championnat du monde d'escalade handisport | Or       |
| 2014  | Gijon, Espagne | Championnat du monde d'escalade handisport | Argent   |
| 2016  | Bercy, France  | Championnat du monde d'escalade handisport | Argent   |